# Краевский, Николай Александрович
Николай Александрович Краевский (17 сентября 1905 — 17 мая 1985, Москва) — советский онколог и патологоанатом, академик АМН СССР (1960).

## Биография
Родился 17 сентября 1905 года в поместье Паньково Краснинского уезда Смоленской губернии в семье врача. С 70-х годов XIX века это поместье принадлежало его деду Николаю Захаровичу Краевскому, активному земскому деятелю и предводителю краснинского дворянства в течение «шести трехлетий». Мать — М. А Краевская, отец — Александр Николаевич Краевский.
В 1928 году окончил медицинский факультет МГУ и был оставлен ординатором на кафедре патологической анатомии у А. И. Абрикосова.
С 1930 года работал в Институте профзаболеваний имени Обуха.
С 1931 по 1954 годы работал на кафедре патологической анатомии 2-го ММИ, возглавляемой И. В. Давыдовским, где прошел путь от ассистента до профессора кафедры.
С 1939 по 1951 год — заведующий морфологической лабораторией Института переливания крови.
С 1941 по 1950 год — на военной службе, начальник патологоанатомического отделения Московского коммунистического госпиталя (сейчас это Главный военный клинический госпиталь имени Н. Н. Бурденко), главный патологоанат фронта (1943—1944), а затем главный патологоанатом Советской Армии и начальник Центральной патологоанатомической лаборатории.
В 1942 году защитил докторскую диссертацию, тема: «Легкое при ревматизме».
С 1950 по 1962 год — заведующий отделом и заместитель директора Института биофизики М3 СССР.
С 1962 года — заведующий отделом патологической анатомии Института онкологии АМН СССР (сейчас Национальный медицинский исследовательский центр онкологии им. Н. Н. Блохина).
С 1954 по 1960 год — заведовал кафедрой патологической анатомии ЦИУВ.
В 1953 году был избран членом-корреспондентом, а в 1960 году — академиком АМН СССР.
С 1960 по 1962 год — академик-секретарь отделения медико-биологических наук АМН СССР, принимал активное участие в организации Института морфологии человека АМН СССР.
Умер 17 мая 1985 года на 80-м году жизни в г. Москве от инфаркта миокарда. Похоронен на Донском кладбище. На могиле установлен памятник из красного гранита с барельефом. На последнем месте его работы (Российский онкологический научный центр имени Н. Н. Блохина) открыта мемориальная доска с надписью: «Здесь много лет работал выдающийся деятель отечественной медицины профессор Николай Александрович Краевский».

## Научная деятельность
Автор более 170 научных работ, в том числе 8-и монографий, посвященных гематологии, патологии боевой травмы, радиационной патологии, экспериментальной онкологии, клинической онкоморфологии, редактор и соавтор «Руководства по патологоанатомической диагностике опухолей человека» (1971).
В годы войны изучал вопросы патологической анатомии при ранениях груди, бедра, трансфузионных осложнениях, вторичных кровотечениях у раненых, при шоке, а также проблему так называемой смертельной травмы.
Участвовал в идентификации трупов Гитлера и Геббельса в 1945 году, а в 1953 году в составе группы проводил вскрытие тела И. В. Сталина.
Один из первых провел работу по изучению причин смерти на поле боя. Совместно с X. X. Владосом создал оригинальную классификацию болезней кроветворной системы.
В 50-х годах возглавил работу по изучению патологической анатомии радиационных поражений, что привело к написанию монографии «Очерки патологической анатомии лучевой болезни» (1957).
Один из создателей современной классификации опухолей различных органов, разработал методы морфологической диагностики опухолей, изучал проблемы предопухолевых процессов и частные формы опухолей.
Под его руководством защищено около 60 диссертаций, в том числе 27 докторских.
Являясь председателем Всесоюзной проблемной комиссии «Морфология опухолей», проводил работу по организации и координации научных исследований в области теоретической и практической онкоморфологии в СССР.
На IV Всесоюзном съезде патологоанатомов был избран Председателем Всесоюзного научного общества патологоанатомов.
Редактор редакционного отдела «Патология и морфология» 2-го издания БМЭ, член редакционной коллегии и редактор редакционных отделов «Патологическая анатомия» и «Онкология» в БМЭ, председатель Терминологической комиссии АМН СССР (с 1971 года).

### Сочинения
- К патологической анатомии и патогенезу шоковых состояний, Хирургия, № 9, с. 7, 1944;
- К учению об остром лейкозе, Клин, мед., т. 28, № 10, с. И, 1950 (совместно с Неменовой Н. М.);
- Классификация лейкозов, Сов. мед., № 3, с. 33, 1953 (совм, с Владосом X. X.);
- Легкое при ревматизме, дисс., М., 1941;
- Опыт советской медицины в Великой Отечественной войне 1941—1945 гг., т. 35, гл. 2—3, М., 1955;
- Очерки патологической анатомии лучевой болезни, М., 1957;
- Патологическая анатомия и вопросы патогенеза лейкозов, М., 1965 (совм, с др.);
- Морфология и классификация опухолей человека, в кн.: Клин, онкол., под ред. H. Н. Блохина и Б. Е. Петерсона, т. 1, с. 6, М., 1971;
- Руководство по патологоанатомической диагностике опухолей человека, М., 1976 (авт. ряда гл. и ред. совм, с Смольянниковым А. В.).

## Награды и звания
- орден Ленина
- орден Отечественной войны I степени (1945)
- орден Красной Звезды (1944)
- орден Октябрьской Революции[источник не указан 24 дня]
- орден «Знак Почёта» (1961)
- Ленинская премия (1963) — за работы в области изучения лучевой патологии
- Заслуженный деятель науки РСФСР (1971)[источник не указан 24 дня]
- медали